# Podkrušnohorské gymnázium Most
Podkrušnohorské gymnázium Most je gymnázium se sídlem v Mostě a dalším pracovištěm v Bílině, které jako příspěvkovou organizaci zřizuje Ústecký kraj. Obě původně samostatná gymnázia byla sloučena v roce 2008. Škola provozuje výuku ve čtyřletém a osmiletém cyklu a na sportovním gymnáziu.

## Gymnázium Most
České gymnázium v Mostě bylo založeno jako reformní reálné v roce 1919, prvním ředitelem se stal doktor Stanislav Hlava a škola měla v prvním školním roce 106 studentů. Škola byla umístěna v budově německého gymnázia v Žatecké ulici (dnes budova Oblastního muzea v ulici Čsl. armády). Ve školním roce 1924/25 proběhly na škole první maturity a byla zahájena stavba nové školní budovy. Do vlastní budovy se gymnázium přestěhovalo o prázdninách roku 1927. Po okupaci českého pohraničí v roce 1938 bylo gymnázium zrušeno a během druhé světové války sloužila budova německé armádě. Škola byla obnovena v roce 1945. V roce 1953 se z gymnázia stala jedenáctiletá střední škola, ve školním roce 1958/59 zde byla pokusně zřízena dvanáctiletka. Ve školním roce 1961/62 se škola změnila na střední všeobecně vzdělávací školu. Od roku 1968 se škola změnila na čtyřleté gymnázium. V červnu 1989 byla zrušena 6. základní škola v Mostě v Majakovského ulici a budovu začalo společně využívat gymnázium a odborné učiliště. Později se učiliště vystěhovalo a gymnázium tak získalo druhou budovu. V roce 2004 vzniklo na gymnáziu sportovní gymnázium. Po sloučení s Gymnáziem Bílina v roce 2008 se nový ústav pod názvem Podkrušnohorské gymnázium Most stal největším gymnáziem v Ústeckém kraji.

## Gymnázium Bílina
Budova současného gymnázia na dnešní Břežánské 9 byla postavena v letech 1889-1890 pro chlapeckou a dívčí obecnou školu. Gymnázium bylo v Bílině zřízeno v roce 1945. Prvním ředitelem se stal profesor Josef Kohout. Na počátku školního roku 1945/46 byly otevřeny čtyři třídy se 64 žáky. Od roku 1949 nesla škola název Gymnázium Maxima Gorkého. V roce 1953 se z gymnázia stala jedenáctiletá střední škola. Ve školním roce 1956/57 probíhal tzv. nástavbový kurz, pro odborné vzdělání maturantů, kteří nešli na vysoké školy. Absolventi kurzu získali osvědčení středního technika. Ve školním roce 1961/62 se škola změnila na střední všeobecně vzdělávací školu. V roce 1968 se škola stala opět gymnáziem, při škole byla otevřena dvouletá tzv. dívčí odborná škola a do školní budovy byl z Teplic přeložen učební obor kuchař-číšník. Gymnázium a učňovská škola zde společně sídlily do roku 1987, kdy se učni odstěhovali. V roce 2008 byla škola sloučena s Gymnáziem Most a vznikl nový subjekt pod názvem Podkrušnohorské gymnázium Most.